# Calculadora

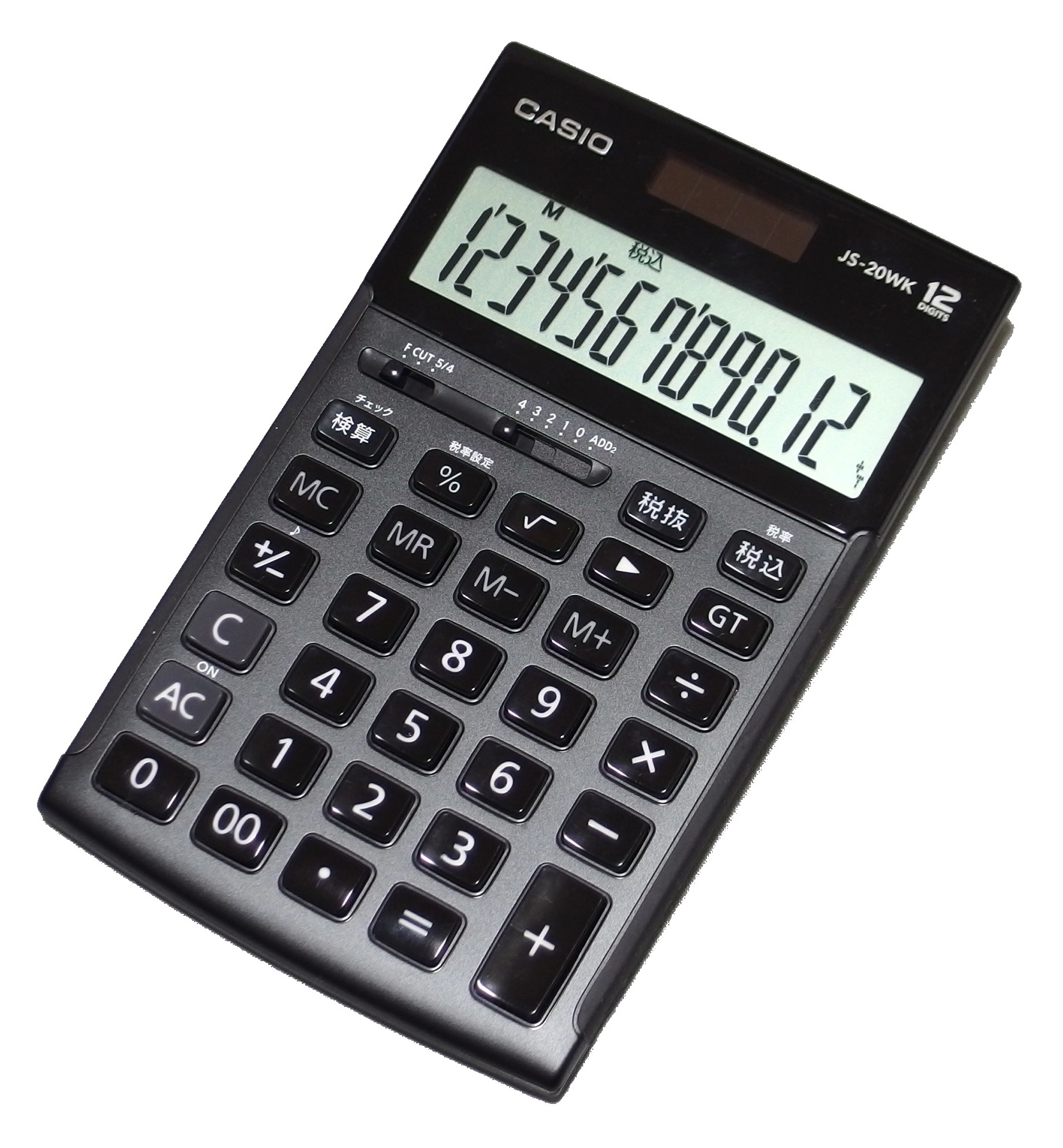
Calculadora aritmética básica

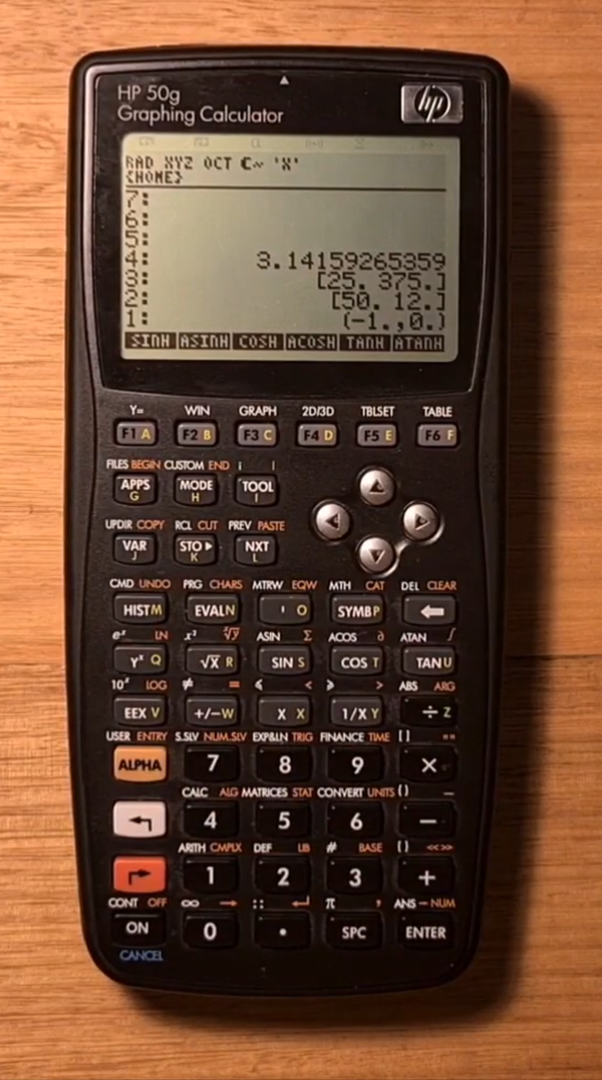

Uma calculadora eletrônica é tipicamente um dispositivo eletrônico portátil usado para realizar cálculos, variando de aritmética básica a matemática complexa.
A primeira calculadora eletrônica de estado sólido foi criada no início da década de 1960. Dispositivos de bolso tornaram-se disponíveis na década de 1970, especialmente depois que o Intel 4004, o primeiro microprocessador, foi desenvolvido pela Intel para a empresa japonesa de calculadoras Busicom.
As calculadoras eletrônicas modernas variam de modelos baratos do tamanho de um cartão de crédito a modelos de mesa robustos com impressoras integradas. Eles se tornaram populares em meados da década de 1970, quando a incorporação de circuitos integrados reduziu seu tamanho e custo. No final daquela década, os preços caíram a ponto de uma calculadora básica ser acessível à maioria e se tornarem comuns nas escolas.
Os sistemas operacionais de computador desde o início do Unix incluíam programas de calculadora interativa, como dc e hoc, e o BASIC interativo poderia ser usado para fazer cálculos na maioria dos computadores domésticos das décadas de 1970 e 1980. As funções da calculadora estão incluídas na maioria dos smartphones, tablets e dispositivos do tipo assistente digital pessoal (PDA).
Além das calculadoras de uso geral, existem aquelas projetadas para mercados específicos. Por exemplo, existem calculadoras científicas que incluem cálculos trigonométricos e estatísticos. Algumas calculadoras até têm a capacidade de fazer álgebra computacional. Calculadoras gráficas podem ser usadas para grafar funções definidas na linha real, ou espaço euclidiano de dimensões superiores. A partir de 2016, calculadoras básicas custam pouco, mas modelos científicos e gráficos tendem a custar mais.
Com a disponibilidade muito ampla de smartphones e similares, calculadoras de hardware dedicadas, embora ainda amplamente utilizadas, são menos comuns do que já foram. Em 1986, as calculadoras ainda representavam cerca de 41% da capacidade mundial de hardware de uso geral para computar informações. Em 2007, esse número caiu para menos de 0,05%.

## Calculadoras mecânicas
As antecessoras das calculadoras atuais, que usam eletrônica pra funcionarem, eram usadas calculadoras mecânicas, por vezes chamadas máquinas calculadoras (uma designação também aplicada às calculadoras eletrônicas). A calculadora mecânica mais antiga conhecida, sobre a qual há dúvidas se terá sido construída, foi a do polímata alemão Wilhelm Schickard (1592–1635), que em 1623 revelou os planos para a sua máquina. Em 1645, o francês Blaise Pascal apresentou ao público a sua "máquina aritmética", que ficou conhecida como pascalina também é conhecida como calculadora de Pascal. Em 1672, o alemão Leibniz apresentou a sua calculadora, baseada na de Pascal, mas capaz de multiplicar e dividir.
A primeira calculadora científica, a máquina diferencial foi inventada pelo inglês Charles Babbage, que apresentou um pequeno protótipo dela em 1822. O objetivo de Babbage era que a sua máquina calculasse não só operações aritméticas como também tabelas de funções polinomias. Apesar do financiamento do governo britânico, que durou até 1842, e de terem sido produzidos mais dois protótipos, um em 1832 e outro em 1849, a máquina nunca passou da fase de protótipo.
Antes da difusão das calculadoras eletrônicas, houve um tipo de calculadoras mecânicas muito usado, especializadas em cálculos contabilidade, as chamadas máquinas de somar.

## Calculadoras eletrônicas

### Características

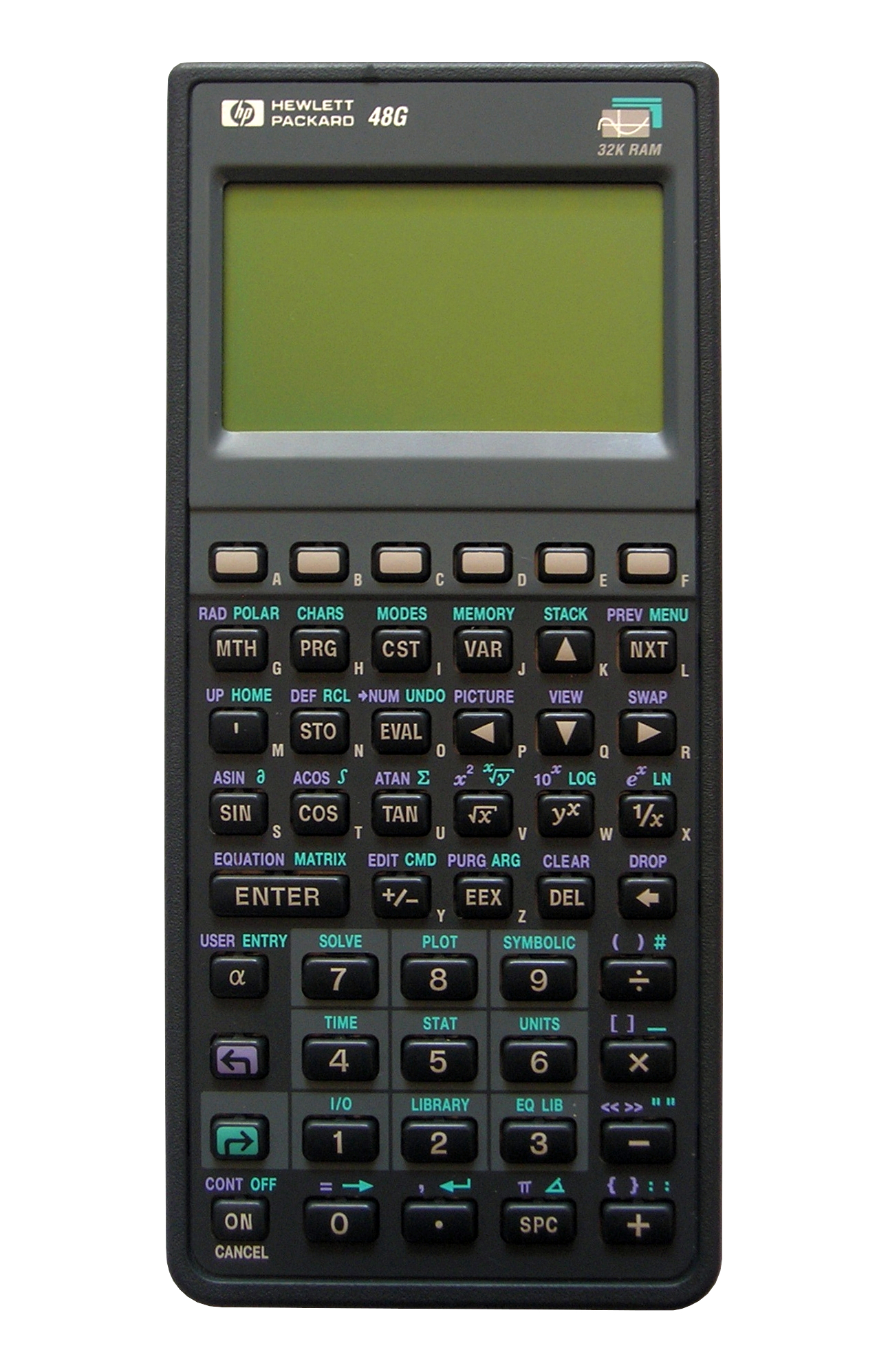
Hewlett-Packard HP-48, capaz de lidar com gráficos tridimensionais, cálculo diferencial e integral, matrizes, e muitas outras funções avançadas

As calculadoras de hoje são eletrônicas e são construídas por vários fabricantes, em diversas formas e tamanhos variando em preço de acordo com a sofisticação e os recursos oferecidos. Há poucas companhias que desenvolvem calculadoras profissionais para a área financeira e engenharia. As mais conhecidas são Sharp, Casio, Hewlett-Packard (HP) e Texas Instruments (TI).
A capacidade de uma calculadora varia conforme o modelo, desde possibilidades de cálculo limitados à aritmética básica, passando por outras que oferecem funções trigonométricas, até outras funções matemáticas mais avançadas. As mais modernas e avançadas são programáveis e podem apresentar gráficos.

### Tipos
- Calculadora simples — só suporta operações aritméticas simples e, frequentemente, também raízes quadradas.
- Calculadora científica — calculam funções como seno, cosseno, etc.
- Calculadora gráfica — tipo de calculadora científica capaz plotar gráficos bidimensionais e algumas também 3D tridimensionais.
- Calculadora financeira — voltadas para o meio financeiro, com muitas funções diretamente disponíveis.

## Calculadoras e programas do cálculo no computador

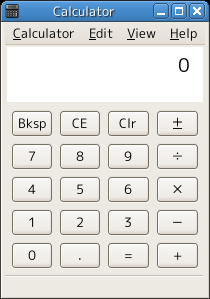
Software de calculadora

Computadores pessoais, smartphones e muitos telefones celulares podem executar cálculos gerais em uma variedade de modos. A maioria dos sistemas operacionais de computador, incluem um programa "Calculadora". A maioria deles imitam a interface de uma calculadora física. Alguns programas de linha de comando e linguagens de programação interpretadas proveem funções de cálculo interativas. Para cálculos mais complexos que requerem quantias grandes de dados organizados, os programas de planilha eletrônica como Excel ou OpenOffice.org proveem cálculo e funções. Programas de álgebra computacional, como o Mathematica e outros, podem suportam cálculos mais avançados. Há ainda calculadoras que funcionam em navegadores web.